# Jan Rijsdijk
Jan Rijsdijk (Rotterdam, 10 mei 1943) was de oprichter van het stuwadoorsbedrijf Interstevedoring dat vooral actief was in de haven van Rotterdam. In 1989 nam hij het verlieslatende OBA over in Amsterdam. In 1992 verkocht hij zijn bedrijf aan HES Beheer. Hij is nog actief in het bedrijfsleven, maar heeft zich de laatste jaren als kunstschilder ontwikkeld.
Jan Rijsdijk groeide op met één broer in een katholiek gezin in een zijstraatje van de Kruiskade te Rotterdam. Zijn vader was vrachtwagenchauffeur en zijn moeder was nogal ziekelijk.
Na de lagere school ging hij meteen werken als leerling automonteur, maar hij wilde liever kunstenaar worden. Zijn pottenbakkersbedrijfje bracht te weinig op en hij ging in de haven werken. Als 14-jarige jongen startte hij als fietsjongen voor de Zwitserse binnenvaartrederij Alpina. Daarna twee jaar naar de havenvakschool en toen als controleur bij Vinke & Co aan de slag. In 1965 had hij zijn eerste eigen bedrijf opgericht Controle- en Expeditiebedrijf J.A. Rijsdijk. 
In 1971 startte hij zijn eigen stuwadoorsbedrijf in conventioneel stukgoed Interstevedoring. De opkomst van de container ging ten koste van het stukgoed en hij maakte de overstap naar de overslag van granen, kolen en ertsen. Van het Rotterdams havenbedrijf kreeg hij echter geen kade en moest noodgedwongen met drijvende kranen gaan werken. Met die kranen konden schepen wel sneller worden gelost én ze konden overal in de haven worden ingezet. Het bedrijf was zeer succesvol en maakte eind jaren 80 een jaarlijkse winst van 8 à 10 miljoen gulden. In 1989 nam Rijsdijk OBA Bulk Terminal Amsterdam over dat financieel aan de grond zat; binnen een jaar maakte OBA weer winst. In 1990 werd hij uitgeroepen tot havenman van het jaar door de Rotterdamse havenjournalisten.
Met zijn flexibele organisatie en drijvende kranen zette hij de verhoudingen in de haven op scherp. Onder druk van het gemeentelijk Havenbedrijf, de Rotterdamse politiek en de banken, die niet zaten te wachten op een moordende concurrentieslag met de marktleiders in Rotterdam, werd Rijsdijk gedwongen zijn bedrijf te verkopen. In 1991 werd Interstevedoring voor 100 miljoen gulden overgenomen door HES Beheer. Bij Interstevedoring werkten destijds zo’n 150 mensen. Door de aankoop van HES Beheer ontstond in de Nederlandse havens een bijna-monopolie in de overslag van granen, kolen en fosfaten. Interstevedoring was altijd de belangrijkste concurrent in Rotterdam van de Graan Elevator Maatschappij en Frans Swarttouw B.V.. Interstevedoring en OBA werden ondergebracht in de nieuwe HES-dochter European Bulk Service.
Na de verkoop zette Jan Rijsdijk in 1993 EQ Trade op, een onderneming die gebruikte kranen en ander havenmaterieel opkocht, renoveerde en vervolgens verkocht. Hij nam ook de Haarlemse kranenbouwer Figee over. Verder had hij belangen in een overslagbedrijf in Egypte. Rijsdijk had bij de verkoop van Interstevedoring een concurrentiebeding moeten tekenen waarbij hij niet meer actief mocht zijn als stuwadoor in Noordwest-Europa.
Jan Rijsdijk ontwikkelde zich als kunstschilder en hij verzamelt ook hedendaagse kunst. Hij woont in België. 

## Naslagwerken
- Hortsen, H. Jan Rijsdijk, van straatjongen tot havenbaron, Nieuw Amsterdam, ISBN 9789046804322
- Oosterwijk, Bram Tegen de stroom in, het levensverhaal van havenondernemer Jan Rijsdijk, Coolegem Media, ISBN 9789491354106